# Singles Going Steady
Singles Going Steady — музыкальный сборник английской панк-рок-группы Buzzcocks, первоначально выпущенный на американском лейбле I.R.S. Records в сентябре 1979 года.
В 2017 году сборник занял 6-е место в списке «50 величайших поп-панк-альбомов по версии журнала Rolling Stone».

## Предыстория
Singles Going Steady был первым альбомом Buzzcocks, выпущенным в Северной Америке и задумывался для продвижения группы среди американской публики. Релиз совпал с туром группы по США. На первой стороне оригинального издания были представлены восемь синглов, выпущенных в Великобритании на лейбле United Artists Records (в период с 1977 по 1979 годы), в хронологическом порядке, а на второй фигурировали их би-сайды.
После высоких продаж в Великобритании импортированных американских версий и на фоне распада группы — в начале 1981 года — сборник был наконец-то выпущен на родине коллектива лейблом United Artists Records 16 ноября 1981 года и продвигался как компиляция их «лучших хитов». Однако, как и в США, сборник не попал в чарты.
В 2001 году была издана расширенная версия альбома, в формате компакт-диска, с дополнительными восемью треками, включающими материал четырёх синглов Buzzcocks, выпущенных в период между релизом Singles Going Steady и распадом группы.

## Отзывы критиков
| Оценки критиков               | Оценки критиков |
| Источник                      | Оценка          |
| ----------------------------- | --------------- |
| AllMusic                      | [ 5 ]           |
| Classic Rock                  | 9/10            |
| Mojo                          | [ 7 ]           |
| Pitchfork                     | 9.4/10          |
| Q                             | [ 9 ]           |
| Record Collector              | [ 10 ]          |
| The Rolling Stone Album Guide | [ 11 ]          |
| Spin Alternative Record Guide | 10/10           |
| Uncut                         | 9/10            |
| The Village Voice             | A−              |

В рецензии альбома обозреватель журнала NME назвал Buzzcocks «жизненно важной частью вдохновения для новой эпохи поп-музыки … Это лучший альбом, который Buzzcocks так никогда и не записали. Слушайте его и рыдайте». Вторая рецензия NME два года спустя после официального релиза сборника в Великобритании была не менее восторженной: «это лучший лонгплей Buzzcocks из когда-либо созданных, включающий восемь синглов и их би-сайды, только из-за существования этого сборника можно в одночасье простить непоследовательность их других альбомов и осознать, скольким обязана последующая поп-музыка этому хрупкому практику [имеется в виду основной автор песен и вокалист группы Пит Шелли]… Используя самые традиционные музыкальные формы бит-групп и обращая своё внимание на самые элементарные размышления, Шелли и Buzzcocks создали поп-музыку такой интенсивной правдивости, что она буквально причиняет боль».
По мнению обозревателя Melody Maker, «назвать его „замечательным“ было бы крупной несправедливостью по отношению к ребятам… Каким-то образом они разработали простой, грубый, но чрезвычайно эффективный способ создания песен, которые были быстрыми, забавными и запоминающимися». В рецензии на переиздание сборника 2001 года обозреватель Q писал: «Когда Курт Кобейн выбрал этих стареющих английских панк-рокеров для разогрева в последнем турне Nirvana, Buzzcocks получили давно ожидаемое признание как одна из величайших сингловых групп эпохи панка… этот сборник синглов, недавно дополненный восемью бонус-треками, не утратил своей жизненной силы».
В ретроспективном обзоре сборника Джейсоном Хеллером из Pitchfork, он был назван «образцом написания песен о боли и радости любви», а также «одной из самых милых, интимных и безукоризненно созданных прилипчивых компиляция, как в области романтических песен, так и среди панк-материала». Хеллер похвалил готовность альбома обращаться с эмоциями через панк-музыку, сказав: «Безответная тоска, разорванные связи, сокрушительная застенчивость, опрометчивые заявления об эйфорическом увлечении: Шелли передаёт все это с помощью весёлых мелодий и обманчиво сложных последовательностей аккордов наравне с The Beatles и The Kinks».
В 2003 году Singles Going Steady занял 358-е место в списке «500 величайших альбомов всех времён» по версии журнала Rolling Stone. В 2012 году он опустился на 360-е место в обновлённой версии списка, поднявшись до 250-й позиции в 2020-м. В 2004 году портал Pitchfork отметил сборник на 16-й строчке своего рейтинга «Лучших альбомов 1970-х».

## Список композиций
Первая сторона
| №  | Название                                              | Автор(ы)                 | Из альбома                           | Длительность |
| -- | ----------------------------------------------------- | ------------------------ | ------------------------------------ | ------------ |
| 1. | «Orgasm Addict»                                       | Говард Девото, Пит Шелли | Внеальбомный сингл                   | 2:00         |
| 2. | «What Do I Get?»                                      | Шелли                    | Внеальбомный сингл                   | 2:52         |
| 3. | «I Don't Mind»                                        | Шелли                    | Another Music in a Different Kitchen | 2:16         |
| 4. | «Love You More»                                       | Шелли                    | Внеальбомный сингл                   | 1:47         |
| 5. | «Ever Fallen in Love (With Someone You Shouldn't've)» | Шелли                    | Love Bites                           | 2:39         |
| 6. | «Promises»                                            | Стив Диггл, Шелли        | Внеальбомный сингл                   | 2:34         |
| 7. | «Everybody's Happy Nowadays»                          | Шелли                    | Внеальбомный сингл                   | 3:09         |
| 8. | «Harmony in My Head»                                  | Диггл                    | Внеальбомный сингл                   | 3:06         |

| №   | Название                    | Автор(ы) | Из альбома                  | Длительность |
| --- | --------------------------- | -------- | --------------------------- | ------------ |
| 9.  | «You Say You Don't Love Me» | Шелли    | A Different Kind of Tension | 2:54         |
| 10. | «Are Everything»            | Шелли    | Внеальбомный сингл          | 3:59         |
| 11. | «Strange Thing»             | Шелли    | Внеальбомный сингл          | 4:10         |
| 12. | «Running Free»              | Диггл    | Внеальбомный сингл          | 3:14         |

Вторая сторона
| №  | Название                       | Автор(ы)                             | Из альбома                                  | Длительность |
| -- | ------------------------------ | ------------------------------------ | ------------------------------------------- | ------------ |
| 1. | «What Ever Happened To?»       | Алан Дайал, Шелли                    | Би-сайд сингла «Orgasm Addict»              | 2:12         |
| 2. | «Oh Shit!»                     | Шелли                                | Би-сайд сингла «What Do I Get?»             | 1:34         |
| 3. | «Autonomy»                     | Диггл                                | Another Music in a Different Kitchen        | 3:41         |
| 4. | «Noise Annoys»                 | Шелли                                | Би-сайд сингла «Love You More»              | 2:49         |
| 5. | «Just Lust»                    | Дайал, Шелли                         | Love Bites                                  | 2:58         |
| 6. | «Lipstick»                     | Диггл, Шелли                         | Би-сайд сингла «Promises»                   | 2:36         |
| 7. | «Why Can't I Touch It?»        | Диггл, Стив Гарви, Джон Махер, Шелли | Би-сайд сингла «Everybody's Happy Nowadays» | 6:32         |
| 8. | «Something's Gone Wrong Again» | Шелли                                | Би-сайд сингла «Harmony in My Head»         | 4:29         |

| №   | Название                                 | Автор(ы) | Из альбома                      | Длительность |
| --- | ---------------------------------------- | -------- | ------------------------------- | ------------ |
| 9.  | «Raison D'etre»                          | Шелли    | A Different Kind of Tension     | 3:34         |
| 10. | «Why She's the Girl from the Chainstore» | Диггл    | Би-сайд сингла «Are Everything» | 2:26         |
| 11. | «Airwaves Dream»                         | Диггл    | Би-сайд сингла «Strange Thing»  | 3:54         |
| 12. | «What Do You Know»                       | Шелли    | Би-сайд-сингла «Running Free»   | 3:15         |

## Участники записи
- Пит Шелли[англ.] — ведущий вокал, гитара
- Стив Диггл[англ.] — гитара, бэк-вокал, ведущий вокал на «Harmony in My Head»[8]
- Стив Гарви[англ.] — бас (за исключением «Orgasm Addict» и «What Ever Happened To?»)
- Джон Махер[англ.] — ударные
- Гарт Смит[англ.] — бас на «Orgasm Addict» и «What Ever Happened To?»

## История релиза
| Страна         | Дата             | Лейбл                  | Формат         | Номер            |
| -------------- | ---------------- | ---------------------- | -------------- | ---------------- |
| США            | 25 сентября 1979 | I.R.S. Records         | LP             | SP 001           |
| Канада         | 25 сентября 1979 | I.R.S. Records         | LP             | SP 001           |
| Великобритания | 16 ноября 1981   | United Artists Records | LP             | UAK 30279        |
| США            | 1988             | I.R.S.                 | CD             | CD 001           |
| Europe         | 20 августа 2001  | EMI                    | расширенный CD | 7243 5 34442 2 8 |